# Dendrophyllia aculeata
Espèce
Statut CITES
Dendrophyllia aculeata est une espèce de coraux appartenant à la famille des Dendrophylliidae.